# Vertakt bekermos
Vertakt bekermos (Cladonia digitata) is een korstmossoort uit de familie Cladoniaceae.

## Determinatie
Het primaire thallus van vertakt bekermos bestaat uit grondschubben van tot 4 mm breed, met een naar boven gebogen rand en een melig soredieuze onderzijde. De bovenkant is groenachtig grijs is en de onderkant wit en oker naar de basis toe. De podetiën zijn speld- of komvormig, met bast eronder en sterk melig soredieus naar boven toe. De apotheciën zijn rood.

### Kleurreacties
De grondschubben en podetiën worden geel (K+) wanneer ze worden besprenkeld met kaliumhydroxide-oplossing, terwijl de onderkant van de grondschubben oranje wordt (P+) met parafenyleendiamine.

## Ecologie
Vertakt bekermos komt voornamelijk voor in naaldbossen, maar soms ook in andere bostypen en in open gebieden. Het groeit op de schors van bomen en op hout, voornamelijk aan de voet van boomstammen, maar soms ook op grond en op mossen die op rotsen groeien. Het leeft in symbiose met de alg Trebouxioid.

### Syntaxonomie
In de syntaxonomie geldt vertakt bekermos als kensoort voor de associatie van vertakt bekermos (Cladonietum digitatae), een associatie uit de klasse van vertakt bekermos en neptunusmos (Cladonio-Lepidozietea).

## Verspreiding
Het verspreidingsgebied van vertakt bekermos strekt zich uit over grote delen van het noordelijk halfrond. Het komt voor in Noord-Amerika, Europa en Azië, maar er zijn ook vindplaatsen gemeld uit Oost-Centraal-Afrika en het eiland Tasmanië.
In Nederland komt het vrij zeldzaam voor. Het staat niet op de Nederlandse Rode Lijst en is niet bedreigd.

## Taxonomie
Deze soort werd in 1753 in Species plantarum door Carl Linnaeus opgenomen als Lichen digitatus en werd later ondergebracht in het geslacht Cladonia.

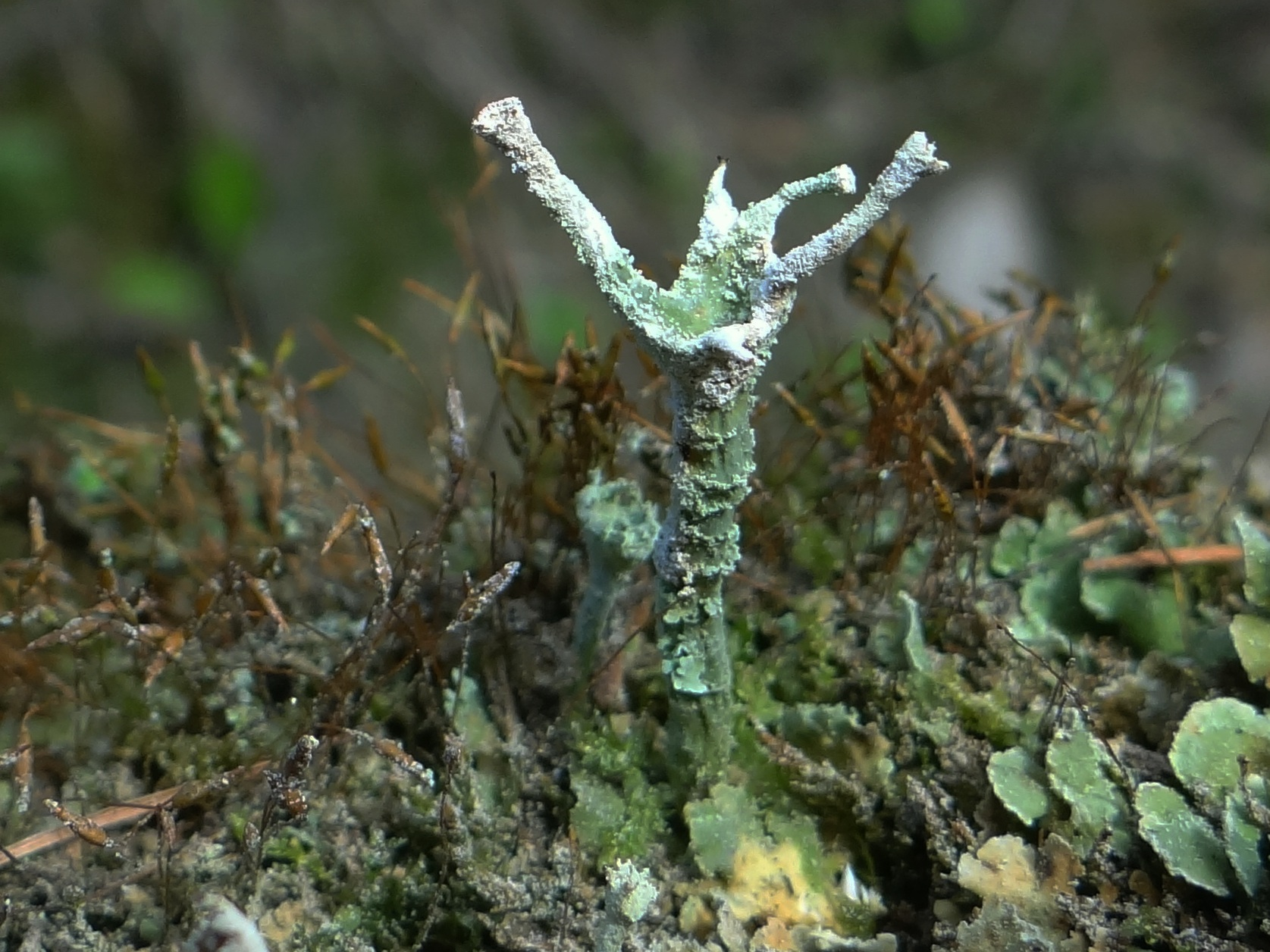